# 羅日尼夫
48°22′0″N 25°13′34″E / 48.36667°N 25.22611°E
羅日尼夫（烏克蘭語：Рожнів），是烏克蘭的村落，位於該國西部伊萬諾-弗蘭科夫斯克州，由科索夫區負責管轄，始建於1452年，面積39.3平方公里，海拔高度278米，2001年人口5,563。